# Aguarico
Aguarico (hiszp. río Aguarico, co znaczy „bogata woda”) – rzeka w północno-wschodnim Ekwadorze. Jest główną rzeką prowincji Sucumbíos. W końcowej części swego biegu tworzy granicę między Ekwadorem a Peru. Uchodzi do rzeki Napo. Jej długość wynosi 390 km, z których ostatnie 50 km stanowi naturalną granicę ekwadorsko-peruwiańską (peruwiański region Loreto). Dolny bieg Aguarico został ustalony i prawnie uznany za część spornej przez długie lata granicy między Ekwadorem i Peru zgodnie z Protokołem z Rio de Janeiro z 1942 r. Ekwador jednostronnie wypowiedział postanowienia protokołu w 1960 r., jednakże nowa umowa została podpisana w 1999 r. potwierdzając obowiązujący wcześniej protokół.
Aguarico przepływa na prawie całej swojej długości przez prowincję Sucumbíos na północy Ekwadoru, stanowiąc główną rzekę prowincji. W swym środkowym biegu płynie w bliskiej odległości od rezerwatu Production Faunística Cuyabeno. W dolnym biegu płynie wzdłuż granicy ekwadorsko-peruwiańskiej. Bieg kończy w rzece Napo na granicy, nieco powyżej miasta Pantoja w peruwiańskiej prowincji Loreto.

## Historia
W 1541 r. Gonzalo Pizarro i Francisco de Orellana wybudowali łódź żaglową „San Pedro” i popłynęli na poszukiwanie krainy El Dorado z biegiem rzek Colca i Napo do ujścia Aguarico i Curaray, gdzie zabrakło im wystarczającej ilości zaopatrzenia z żywnością włącznie. Wielu uczestników wyprawy nie przeżyło i ocenia się, że w tej liczbie było 140 z 220 Hiszpanów i 3000 z 4000 Indian. Wtedy zdecydowali (22 lutego 1542), że Orellana będzie ruszy dalej w dół Aguarico w poszukiwaniu żywności. Towarzyszyło mu około 50 ludzi. Nie potrafiąc pokonać rzeki, Orellana czekał na Pizarra. Ostatecznie Pizarro wysłał trzech ludzi z wiadomością dla Orellany, by rozpoczęli budowę nowej łodzi, „Victorii”. W międzyczasie Pizarro zawrócił w kierunku Quito i podążył inną drogą na północ z 80 ludźmi, którzy pozostali przy życiu.

## Tubylcze plemiona
Górną część biegu Aguarico zamieszkuje tubylczy lud Siona. Siona należą do zachodniej części rodziny języków tukano, a ich oficjalnymi językami są dialekty piohe (lub pioche) i hiszpański, jak również mieszanina obydwóch zwana czasem pioche-sione. Obecnie lud Siona liczy około 172 osób w 51 rodzinach. Utrzymują się głównie z myślistwa, rybołówstwa i częściowo z turystyki. Problemy, z którym obecnie zmaga się ta społeczność, to zanieczyszczenie środowiska i rabunkowa gospodarka zasobami leśnymi.